# Sydney Inlet Park
Sydney Inlet Park är en park i Kanada.   Den ligger i provinsen British Columbia, i den sydvästra delen av landet, 3 800 km väster om huvudstaden Ottawa.
Terrängen runt Sydney Inlet Park är huvudsakligen kuperad, men norrut är den bergig. Trakten runt Sydney Inlet Park är nära nog obefolkad, med mindre än två invånare per kvadratkilometer.. 
I omgivningarna runt Sydney Inlet Park växer i huvudsak barrskog.